# ویلاستلونه
ویلاستلونه (به ایتالیایی: Villastellone) یک کومونه در ایتالیا است که در استان تورین واقع شده‌است. ویلاستلونه ۱۹٫۷ کیلومتر مربع مساحت و ۴٬۸۹۸ نفر جمعیت دارد و ۲۳۴ متر بالاتر از سطح دریا واقع شده‌است.